# SKA Sint-Petersburg
SKA Sint-Petersburg (Russisch: Хоккейный клуб СКА Санкт-Петербург), is een Russische ijshockeyclub die speelt in de Kontinental Hockey League (KHL). De ploeg werd opgericht in 1946. SKA staat voor Sportivny Kloeb Armii, waarmee wordt aangeduid dat het een club van het leger is. SKA speelt zijn thuiswedstrijden in het SKA Arena in Sint-Petersburg.
De eigenaar van SKA Sint-Petersburg is de grootste aardgasmaatschappij van Rusland, Gazprom.

## Voormalige clubnamen
- Kirov LDO (1946–1953)
- ODO Leningrad (1953–1957)
- SKVO Leningrad (1957–1959)
- SKA Leningrad (1959–1991)
- SKA Sint-Petersburg (1991–heden)

## Erelijst
Kontinental Hockey League
- Gagarin Cup (2): 2015, 2017
- Continental Cup (3): 2013, 2018, 2023
- Opening Cup (2): 2018, 2019

Spengler Cup (4): 1970, 1971, 1977, 2010
Donbass Open Cup (1): 2011
Basel Summer Ice Hockey (1): 2009
President of the Republic of Kazakhstan's Cup (1): 2012
Tournament Hameenlinna (1): 2013
Motorola Cup (1): 1983
Puchkov Cup (6): 2008, 2015, 2017, 2018, 2019, 2021
Sotsji Winter Cup (1): 2022

## Wedstrijden tegen NHL teams
| Datum             | Plaats               | Thuis         | Uitslag | Uit                 |
| ----------------- | -------------------- | ------------- | ------- | ------------------- |
| 21 september 1989 | SKK Lenin, Leningrad | SKA Leningrad | 4 – 5   | Washington Capitals |